# Monnaie hélicoptère
Ne doit pas être confondu avec Financement monétaire.
Pour les articles homonymes, voir Monnaie (homonymie).
La monnaie hélicoptère, ou « hélicoptère monétaire », est un type de politique monétaire consistant, pour une banque centrale, à créer de la monnaie et à la distribuer directement aux agents économiques de façon ponctuelle. Popularisé par l'économiste américain Milton Friedman en 1969 comme une métaphore de ce que l'augmentation de la monnaie ne produit que de l'inflation à long terme, ce concept a été repris par la nouvelle économie keynésienne et transformé en une proposition de politique monétaire.

## Origines
Plusieurs auteurs ont, au XXe siècle, pensé à la possibilité pour les banques centrales de verser directement à leur population de la monnaie nouvellement créée. Ce fut le cas, notamment, de Clifford Hugh Douglas, pionnier du mouvement du crédit social. L'expression est toutefois popularisée par Milton Friedman dans un article appelé « The Optimum Quantity of Money ». Les termes d'« helicopter Money » (« argent par hélicoptère ») sont utilisés par le biais d'une métaphore restée célèbre : 

« Supposons qu'un jour un hélicoptère vole au-dessus de cette communauté et largue 1 000 dollars en billets depuis le ciel. Évidemment, les membres de la communauté vont s'empresser de récolter les billets. Supposons encore que tout le monde est convaincu que cela était un événement exceptionnel qui ne se répétera pas. »

## Concept

### Création d'un lien direct entre agents économiques et banque centrale
La monnaie hélicoptère repose sur la création d'un lien direct entre les agents économiques et la banque centrale, en ce que cette dernière verse aux premiers de la monnaie nouvellement imprimée afin qu'ils puissent la consommer ou investir. L'hélicoptère monétaire brise la summa divisio traditionnelle entre la politique monétaire et la politique budgétaire.

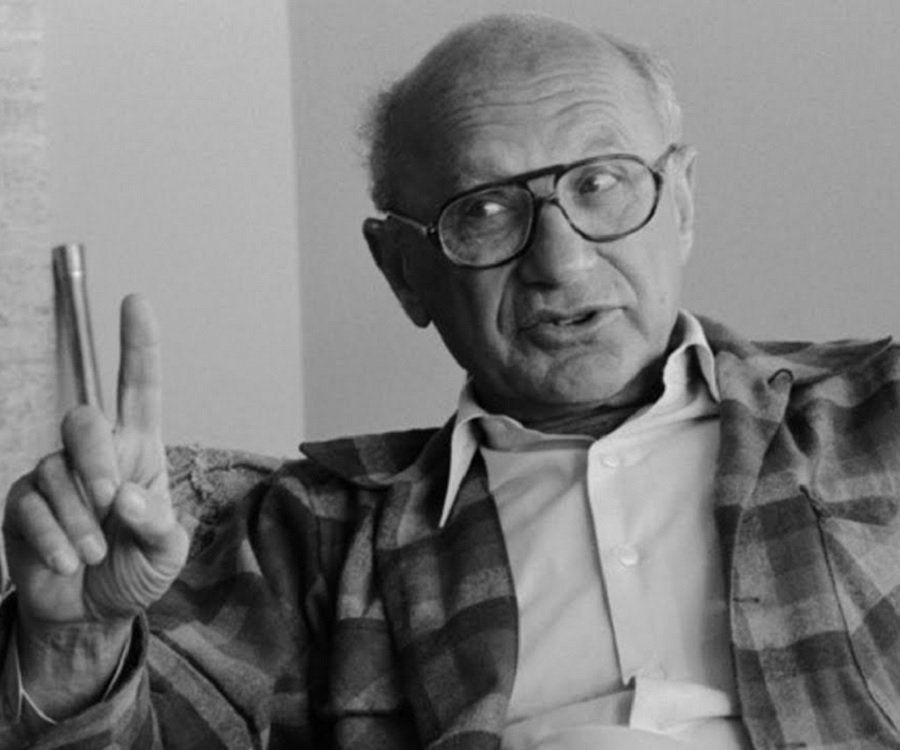
Milton Friedman.

### Alternative aux politiques monétaires conventionnelles
L'émergence des politiques monétaires non conventionnelles, qui vont à l'encontre des principes de l'orthodoxie économique en termes d'outils monétaires, a stimulé les interrogations à son sujet. Certains la perçoivent comme une alternative aux politiques d'assouplissement quantitatif. Pour ses défenseurs, l'hélicoptère monétaire serait plus efficace pour stimuler l'inflation lorsque l'économie est dans une situation de trappe à liquidité et que les banques centrales ont baissé les taux directeurs au plus bas possible.
L'assouplissement quantitatif (en anglais : Quantitative easing, QE) et l'hélicoptère monétaire impliquent tous les deux de la création monétaire par la banque centrale. Avec le QE, la banque centrale crée des réserves qu'elle utilise immédiatement pour acheter des actifs financiers tels que des obligations. Il y a donc un transfert d'actif et un impact très indirect sur l'économie réelle.
En revanche avec l'hélicoptère monétaire, la banque centrale distribue directement l'argent qu'elle crée, sans obtenir d'actif en contrepartie. C'est donc une forme de création monétaire plus directe.

## Propositions de mise en application

### Zone euro
Le 10 mars 2016, l'idée a été subitement débattue partout en Europe après que Mario Draghi, le président de la Banque centrale européenne, a déclaré en conférence de presse qu'il jugeait le concept « très intéressant »,. Le journaliste Romaric Godin estime alors que « si la BCE ne peut plus faire l'impasse sur un tel instrument, c'est que, désormais, sa crédibilité est en jeu » ; il souligne qu'elle « semble être arrivée au bout de sa logique d'assouplissement quantitatif » alors qu'« après un an de rachats d'actifs publics à hauteur de 60 milliards d'euros, l'inflation reste désespérément faible ».
Sous l'impulsion de la campagne « Quantitative Easing for People » — « quantitative easing pour le peuple », une formule forgée par certains économistes, dès 2012, —, un groupe de dix-huit euro-députés de gauche et écologistes a signé une lettre ouverte à la BCE invitant cette dernière à « réaliser une analyse des effets potentiels (…) et de clarifier sous quelles conditions l’implémentation de ces propositions seraient légales. » La lettre ouverte a notamment été signée par Philippe Lamberts, Karima Delli, Emmanuel Maurel et Guillaume Balas.
Dans une lettre ouverte du 29 novembre 2016, Mario Draghi s'est montré plus précis, indiquant qu'il convenait de vérifier que la BCE ne se substituerait pas à un État membre en finançant à sa place des dépenses obligatoires envers les citoyens. Il relève également que la politique menée par la BCE atteint ses buts, ce qui suggère qu'il considère que le recours à une politique d’helicopter money ne remplirait pas le critère de proportionnalité[source insuffisante].
En 2019, le fonds d'investissement américain BlackRock publie une note dans laquelle les anciens banquiers centraux Stanley Fischer et Philipp Hildebrand proposent la mise en place d'une politique d'helicopter money en zone euro. Dans la foulée, l'économiste et ancien conseiller d'Emmanuel Macron Jean Pisani-Ferry soutient également l'idée.
Lors d'une audition au Parlement européen le 23 septembre 2019, Mario Draghi mentionne le papier de BlackRock, en admettant qu'il estime que le quantitative easing n'est effectivement pas la meilleure façon d'injecter l'argent dans l'économie, en précisant néanmoins que les propositions alternatives n'ont pas encore été testées et qu'elles posent des difficultés de « gouvernance politique ».
En janvier 2020, les économistes Jézabel Couppey-Soubeyran, Thomas Lebrun, Emmanuel Carré et Thomas Renault reprennent l'expression en proposant de recourir au « drone monétaire », ce qui consisterait à verser directement 120 à 140 euros par mois à chaque citoyen de la zone euro, l’argent étant émis par la Banque centrale européenne. L'ONG Positive Money Europe (en) propose quant à elle un versement de 1 000 euros par citoyen dans le cadre d'un plan de relance européen au sortir de la crise du coronavirus,.
En Juin 2021, le Conseil d'analyse économique publie une note en faveur de versements d'argent aux ménages comme un instrument de politique monétaire de dernier ressort. Selon les auteurs, une telle mesure "garantit plus l’autonomie de la politique monétaire qu’un transfert direct aux États ou un achat massif de dette publique."
Selon une étude jointe, un versement de monnaie de 1 % du PIB (soit environ 770 euros par adulte) stimulerait l'inflation d'environ 0,5 % sur une année.

### États-Unis
Le président américain Donald Trump, dans le cadre des mesures visant à stimuler l’économie du pays, menacée par une crise économique due à la pandémie de maladie à coronavirus de 2019-2020, met en place une distribution aux ménages de chèques de 1200 dollars par personne afin de relancer la consommation. L'opération sera renouvelée sous l'administration du président Joe Biden en 2021.

### Japon
Début 2020, au Japon, afin de soutenir les ménages en difficulté financière du fait de la pandémie de Covid-19, le gouvernement du Premier ministre, Shinzō Abe, planifie le versement de 300 000 yens, environ 2 500 euros, à dix millions des 58 millions de foyers japonais,. En 2008, après la crise financière mondiale, le gouvernement japonais avait déjà distribué 12 000 yens (cent euros) à chaque ménage.

## Débats et critiques
En 2016, Raghuram Rajan, gouverneur de la banque centrale indienne, publie un avertissement à propos du danger que font courir les banques centrales en ayant recours à des politiques d'assouplissement quantitatif pour promouvoir la croissance économique. Dans une conférence publique à la London School of Economics, Rajan a suggéré que la politique de création monétaire, que la Réserve fédérale des États-Unis, la Banque d'Angleterre et la Banque du Japon avaient adoptée ces dernières années, avait perdu son utilité. Rajan se pose notamment la question de savoir si cette politique monétaire ne fait pas partie de plus en plus du problème plutôt que de sa solution. En dépit de taux d'intérêt faibles à des niveaux records dans de nombreux pays industrialisés, Rajan a souligné que le niveau de la demande agrégé reste déprimé, et dans certains endroits les taux d'épargne ont en fait augmenté, ce qui est contraire à la théorie selon laquelle les taux ultra-bas stimulent les dépenses. De plus, certains pays en développement ont subi des conséquences négatives, comme un afflux de capitaux spéculatifs recherchant des rendements plus élevés avec le danger montré par le passé que ces flux s'inversent souvent soudainement, ce qui peut provoquer un crash. Pour ce qui est de l'hélicoptère monétaire, il rappelle que la théorie selon laquelle les gens chanceux ramassant la nouvelle monnaie vont sortir et la dépenser n'est absolument pas prouvée,.
Les économistes français Philippe Martin, Éric Monnet, Xavier Ragot soutiennent dans une note pour le Conseil d'Analyse Economique publiée en 2021, que la monnaie hélicoptère doit être permise en tant que politique de dernier ressort lorsque tous les canaux de transmission de la politique monétaire sont bouchés. Ils estiment qu'une monétisation égale à 1% du PIB conduit à une augmentation de l'inflation de 0,5 points et une augmentation de la consommation de 0,5 points également. L'étude estime que, avec un taux d'inflation de 0,5%, le transfert nécessaire à la population de plus de 15 ans pour atteindre les 2% d'inflation est de 1155€/personne.
Cohen-Setton et al. remarquent, dans un article de 2019, que la Banque centrale européenne dispose de moins d'obstacles légaux pour mettre en œuvre la monnaie hélicoptère que la Réserve fédérale.